# Recursolândia
Recursolândia é um município brasileiro do estado do Tocantins. É conhecido por ser o município com o menor IDH do estado do Tocantins.

## Etimologia
O nome "Recursolândia" é uma composição que reúne duas palavras: o português "recurso" e o anglicismo "lândia" que deriva do termo inglês land (em português: "terra"). Portanto, Recursolândia seria a "terra de recurso".
A despeito de ser uma denominação que adquiriu notoriedade no âmbito nacional por ser considerada pelo senso comum como um nome estranho ou inusitado, segundo a história oral local, o termo "recurso" do qual surgiu o nome do município não se refere às verbas que justificariam o surgimento de mais um novo município no país ou tampouco a alguma referência a feitos judiciais, como se observa em certo tipo de humor, mas se deve a uma homenagem feita na década de 1980 por Constância Tavares de Sales. Constância Tavares era professora da escola rural situada no povoado de Prédio e ela atuou na articulação política da emancipação do referido povoado, vindo a decidir homenagear a propriedade rural de seus parentes denominada de "Fazenda Recurso".

## História
Antes da ocupação pela contemporânea população não-indígena recursolandense, o espaço territorial que forma o município de Recursolândia integra a região interfluvial entre os rios Manuel Alves Grande e Manuel Alves Pequeno era ocupada tradicionalmente pelo povo Krahô, população indígena parcialmente expulsa do Maranhão a partir do século XIX por causa da colonização luso-brasileira e que veio a se refugiar em Tocantins, estando desde então presente até os dias atuais no município, tendo parte de seu território integrando a Terra Indígena Kraolândia (TI Kraolândia).
A demarcação da TI Kraolândia surgiu como uma resposta do estado brasileiro no sentido de proteger os Krahôs, após ao massacre de boa parte dos integrantes dessa etnia ocorrido em 1944, cujos membros foram assassinados em série por fazendeiros interessados em ocupar suas terras e que estavam incomodados com a apropriação de gado realizada por essas populações indígenas.
Com o avanço das políticas públicas de ocupação territorial do Norte de Goiás durante o século XX, especialmente por causa do ciclo econômico da exploração do cristal de rocha (1930-1950) e do fluxo de pessoas e bens voltados para a construção da Rodovia BR-153 (a Rodovia Belém-Brasília ou Rodovia Presidente João Goulart), começaram a surgir estradas e povoações por todo o território que formaria o futuro estado do Tocantins. Foi neste contexto que surgiram localidades como o município de Itacajá, na década de 1950, e o núcleo populacional que se desmembraria deste e daria origem ao futuro município de Recursolândia.
O núcleo populacional que formaria a sede do futuro município de Recursolândia surgiu como reflexo da abertura de uma estrada de cascalho em 1962 por iniciativa do então prefeito municipal de Itacajá, Antonio Pimentel. Esta via buscava interligar a cidade de Itacajá com a Fazenda Recurso, estabelecimento rural pertencente ao fazendeiro José Tavares da Silva, conhecido como "Pipia".
Com a existência dessa estrada aumenta o fluxo de pessoas pela região e, em 1965, o novo prefeito municipal de Itacajá, Lucas Coelho de Sousa, decidiu construir uma escola rural (a "Escola Municipal Recurso") para atender a população local. A partir de então surgiu ao redor dessa escola um conjunto de casas de adobe e teto de palha que veio a constituir o povoado conhecido popularmente como "Prédio".
Em 1977, como consequência da expansão populacional local, pela primeira vez moradores originários do povoado de Prédio são eleitos para ocupar cargos públicos no Município de Itacajá: Amitas Tavares de Sales, eleito vice-prefeito, e Domingos Câmara Portilho, eleito vereador para a Câmara Municipal de Itacajá. Em 1983, Antonio Tavares de Sales, parente do então vice-prefeito de Itacajá e membro da família detentora da Fazenda Recurso, seria eleito vereador, enquanto Domingos Portilho não conseguiu ser reeleito.
Na segunda década de 1980, surgiu um movimento de emancipação política do povoado de Prédio reunindo lideranças locais, especialmente os vinculados à família Tavares. Junto a tais reivindicações locais, já se estava delineado o projeto de emancipação do Norte de Goiás para formar o estado do Tocantins e nesse contexto, via-se a necessidade de consolidação das divisas estaduais, o que os estudos do geógrafo Júnio B. Nascimento identificaram como municípios criados pela constituição estadual tocantinense com o "objetivo de fortalecimento das faixas de fronteiras".
Desta forma, na década de 1990, o Estado do Tocantins promulgou a Lei estadual nº 251, de 20 de fevereiro de 1991, que definiu os limites do Município de Recursolândia, desmembrando-o de Itacajá, e, em 1º de janeiro de 1993, ele foi implantado com a instalação da sua Câmara Municipal, posse dos primeiros vereadores, bem como a posse de seu primeiro prefeito eleito, Mário Alves Cortez, junto com a sua vice-prefeita, Maria do Socorro Carneiro.

## Geografia
De acordo com a divisão regional vigente desde 2017, instituída pelo IBGE, o município pertence às regiões geográficas intermediária de Araguaína e imediata de Guaraí. Até então, com a vigência das divisões em microrregiões e mesorregiões, fazia parte da microrregião do Jalapão, que por sua vez estava incluída na Mesorregião Oriental do Tocantins.
O município de Recursolândia possui 3.421 habitantes segundo os dados do último censo do IBGE, realizado em 2022, e se encontra localizado na região noroeste do estado do Tocantins, distante 348 km de Palmas, a capital estadual.
Recursolândia está situada nas coordenadas geográficas 08° 43' 40" sul e 47° 14' 35" oeste. Ainda de acordo com o IBGE, a área de seu território municipal seria de 2.215,669.
Os municípios vizinhos a Recursolândia são respectivamente: Campos Lindos e Goiatins ao norte;  Balsas (MA) ao leste; Centenário ao sudoeste; Lizarda ao sul; e Itacajá ao oeste.

### Hidrografia e geologia
Localizado na Bacia do Tocantins, Recursolândia possui em seu território municipal diversos rios, ribeirões e córregos, como é o caso do rio Gameleira Grande, do rio Mateiro, do rio Preto, do rio Vermelho, do rio Bonito, do riacho do Enfinca, do ribeirão Relojoeiro, do ribeirão Caboclo, do ribeirão Fortaleza, do ribeirão Brejão, do córrego Grotão, do córrego Bem-estar, do córrego da Ema, do córrego Cachoeirinha, do córrego Pilão, do córrego Amolar ou do córrego Lajinha.
A sede do município é cortada pelo rio Gameleira Grande, o qual costuma transbordar formando alagamentos e enchentes nas épocas de grande pluviosidade que atingem Recursolândia. Esse curso d'água integra a sub-bacia do Gameleira Grande, sub-região hidrográfica que compõe a Bacia do rio Tocantins.
Do ponto de vista pedológico, o solo recursolandense é composto por cambissolos, neossolos e plintossolos, além de afloramentos rochosos.

### Clima
De acordo com a Classificação climática de Köppen-Geiger, o clima no município de Recursolândia seria o tropical de savana, sendo que, segundo a regionalização climática proposta pela Secretaria de Planejamento do Estado do Tocantins, este município seria caracterizado por possuir um clima tropical úmido subúmido com moderada deficiência hídrica.
Diante dessas características climáticas e florestais, o bioma cerrado seria a unidade biológica característica do município de Recursolândia.

## Política e administração
Sendo um município do Brasil, Recursolândia é administrada por dois poderes, o executivo e o legislativo, independentes e harmônicos entre si. O primeiro é representado pelo prefeito, auxiliado pelo seu gabinete de secretários e eleito pelo voto popular para um mandato de quatro anos, sendo permitida uma única reeleição para mais um mandato consecutivo, enquanto que o segundo é representado pela Câmara Municipal de Recursolândia, órgão colegiado de representação dos munícipes que é composto por 9 vereadores também eleitos por sufrágio universal.
A primeira eleição direta da história da cidade para os cargos de chefe do poder executivo municipal (prefeito), de substituto desse chefe (vice-prefeito) e de representante no poder legislativo municipal (vereador) ocorreu em 1992 com os eleitos tomando posse no ano seguinte.
As atuais autoridades que ocupam cargos da organização político-administrativa de Recursolândia são as seguintes (data: 19 de agosto de 2023):
- Prefeito: Carlos Vinicius Barbosa da Silva - MDB (2021/-)[21][22]
- Vice-prefeito: Domingos Pereira da Silva - PT (2021/-)[22]
- Presidente da Câmara: Jaíres Fonseca Leite - SOLIDARIEDADE (2023/-)[23]

## Economia
Em termos econômicos, Recursolândia se encontra inserida em uma região sob a influência de Pedro Afonso, que seria o polo econômico de uma área que também reúne os municípios de Bom Jesus do Tocantins, Centenário, Itacajá, Recursolândia, Santa Maria do Tocantins, Tupirama, além da própria Pedro Afonso.
Segundo os dados de 2020, o PIB per capita do município de Recursolândia o colocava na posição 128º entre os 139 municípios do Tocantins, sendo o que apresenta o pior índice entre os municípios da região geográfica imediata de Guaraí. Nesse mesmo ano, o valor de impostos sobre produtos líquidos de subsídios a preços correntes era de R$ 1 554 190, e o PIB per capita do município, de R$ 12 160,21.
A principal fonte econômica do município está centrada no setor primário, especialmente a agropecuária, em razão de reunir 40% dos empregados contratados formalmente por setor econômico, além de contar com trabalhadores informais, todos dispersos pelos 404 estabelecimentos rurais existentes no município segundo o Censo Agropecuário de 2017.
Em seguida, destaca-se o setor terciário, com diversos segmentos de comércio, que responde por 22,5% dos empregados contratados formalmente, e prestação de serviços, inclusive os serviços públicos que compõem atividades de administração pública.
No ano de 2021, a remuneração salarial média de um trabalhador no município de Recursolândia era na faixa de R$ 1 724,72.

## Infraestrutura e Serviços Públicos

### Infraestrutura básica
Recursolândia contava, em 2010, com 1 087 domicílios, sendo 904 permanentes, dos quais 498 estavam situados na zona urbana, enquanto 406 ficavam na zona rural. Considerando apenas os domicílios permanentes, a taxa de saneamento básico adequado variou do percentual de 9% em 2000 para o percentual de 11,5% em 2010.
O fornecimento de água é realizado pela Agência Tocantinense de Saneamento (ATS), uma autarquia estadual criada pela Lei estadual n° 2.301, de 12 de março de 2010, e a coleta de esgoto da cidade seria supostamente feita pela Prefeitura Municipal de Recursolândia e majoritariamente por fossas sépticas, sendo que, em 2010, 30,88% das famílias sem canalização de água no domicílio, propriedade ou terreno e o consumo médio diário de água no município é de 66,70 litros por habitante.
De acordo com a ATS, a água é captada em Recursolândia por meio de um poço tubular profundo, sendo submetida a processos de captação, adução, desinfecção, reservação e distribuição. A unidade de tratamento da ATS se localiza na cidade na quadra 13 da avenida Goiás. O manancial de onde se extrai a água para abastecimento é subterrâneo, um aquífero sedimentar da formação Poti.
Segundo os dados do SNIS relativos a 2020, a coleta de lixo (resíduos sólidos) em Recursolândia abrangia 36,42% de sua população urbana, o que deixa este município distante da meta da Política Nacional de Resíduos Sólidos (PNRS).
O serviço de abastecimento de energia elétrica é feito pela Energisa Tocantins, antiga Companhia de Energia Elétrica do Estado do Tocantins (Celtins) que foi privatizada com um mês de criação em 1989 e que na atualidade atende a todos os municípios tocantinenses.

### Educação
De acordo com dados do IBGE relativos a 2021, Recursolândia possui 4 estabelecimentos de ensino fundamental e 1 estabelecimento de ensino médio (a "Escola Estadual Recurso I").
Em 2022, de acordo com dados do censo escolar realizado pelo MEC naquele ano, da população recursolandense, 1060 habitantes frequentavam creches e/ou escolas. Desse total, 104 frequentavam creches, 110 estavam no ensino pré-escolar, 282 nos anos iniciais do ensino fundamental, 323 nos anos finais do ensino fundamental, 202 no ensino médio, 39 na educação de jovens e adultos (EJA) do ensino fundamental.
Segundo o censo do IBGE de 2010, a taxa de analfabetismo era de 27,6% na população do município de Recursolândia.

### Comunicações

#### Deserto de Notícias
De acordo com o Atlas da Notícia, mapeamento realizado pelo "Instituto para o Desenvolvimento do Jornalismo" (Projor) com a Agência Brasileira de Jornalismo de Dados "Volt Data Lab", Recursolândia seria um Deserto de Notícia, pois inexistem meios de comunicação situados neste município que produzem informação local.

## Cultura e Lazer
A cultura no município de Recursolândia é bastante influenciada por uma miscigenação de práticas e tradições culturais das diferentes etnias existentes nos estados de Goiás, de Tocantins e do Maranhão. Dentre as manifestações culturais que ocorrem no município se destacam as vaquejadas, as cavalgadas, as quadrilhas juninas, queima de fogos e competições desportivas.

### Esportes
O esporte mais popular na cidade é o futebol, inclusive com Recursolândia possuindo equipes de futebol amador que participam de campeonatos regionais e estaduais nessa modalidade que disputam suas partidas no "Estádio Municipal Doricão" (também conhecido como "Campo Poeirão").
A cidade também possui um campo destinado à prática de futebol soçaite chamado "Campo Society Joab Carneiro Pinheiro".
Outra modalidade futebolística fortemente disseminada é o futsal, sendo que o município possui uma equipe chamada Recursolândia Futebol Clube que disputa a Copa Governo do Tocantins de Futsal – Série Prata – Masculino, o equivalente à segunda divisão do campeonato estadual da modalidade.

### Feriados municipais
São feriados fixos do município os dias 8 de setembro, dia de Nossa Senhora da Natividade, padroeira do Tocantins; e 5 de outubro, dia da criação do Tocantins, data magna no estado; além dos feriados móveis do município.
O aniversário da cidade de Recursolândia é celebrado no dia 5 de maio sendo considerado um feriado municipal.